# Jon van Rood
Jon van Rod (właśc. Johannes Joseph van Rood, ur. 7 kwietnia 1926 w Scheveningen, zm. 21 lipca 2017 w Leeuwarden) – holenderski immunolog.
Był synem holenderskiego architekta Alberta Hendrika van Rooda. W 1950 roku ukończył studia medyczne na Uniwersytecie w Lejdzie i podjął pracę w mieszczącym się tam Centrum Medycznym. Był odpowiedzialny m.in. za bank krwi, co spowodowało, że zainteresował się nie tylko transfuzjami, ale też transplantologią. Po przeszkoleniu w centralnym krajowym laboratorium banków krwi w Amsterdamie powrócił do Lejdy, gdzie objął kierownictwo Departamentu Immunohematologii. W 1962 roku uzyskał stopień doktora, a w 1969 został profesorem Medycyny Chorób Wewnętrznych. 
Prace badawcze prowadzone przez van Rooda dotyczyły ludzkiego układu antygenów leukocytarnych (HLA): jego złożoności, roli w chorobie i znaczenia w transplantacji. Za swoje odkrycia w 1977 roku otrzymał Nagrodę Roberta Kocha, a w 1978 roku Nagrodę Wolfa w dziedzinie medycyny (wspólnie z George’em Snellem i Jeanem Daussetem)
Był inicjatorem założenia powstałej w 1967 roku międzynarodowej organizacji Eurotransplant, koordynującej poszukiwania narządów do przeszczepów.